# Guaxcamá
Guaxcamá, también llamada Guaxcamán o Huaxcamá, es un poblado localizado en el municipio de Villa Juárez, uno de los 58 de San Luis Potosí, en el centro de México. Sus yacimientos de azufre le dieron fama desde tiempos prehispánicos, primero por sus aguas a las que se atribuían propiedades curativas, y después por sus minas. En la década de 1970 la mina fue abandonada e inició un proceso de migración muy importante a Estados Unidos.

## Historia
En 1808 una compañía alemana fundó una mina para extraer azufre. Años después, Mariano Niño obtuvo los derechos para trabajar las minas, con el nombre de Negociación Minera de Azufre, S.A. de C.V. El 18 de noviembre de 1972 ocurrió una explosión en uno de los tiros de la mina. El fotógrafo Roberto Silva, de El Sol de San Luis, advirtió que el humo del incendio se veía desde las afueras de la capital del estado, San Luis Potosí, a unos 70 kilómetros. 
El Sol de San Luis el 21 de noviembre de 1972, publicó en nota de ocho columnas “No más azufre de Guaxcamá”, y los subtítulos “Sigue el dantesco siniestro. Muere una fuente de trabajo. Hay miseria”, donde los reporteros Juan José Rodríguez y Juan Antonio Hernández informaban que “el fantasma del desempleo, de la pobreza y las enfermedades amenaza gravemente a los habitantes de una extensa región”, fuente de trabajo para 440 jefes de familia, y donde Conasupo, Servicios Coordinados de Salubridad y Ferrocarriles nacionales ya habían concentrado más de ocho toneladas de víveres y carros-tanque con agua para los más 3,500 damnificados.
El fuego, que obligó al desalojo de la comunidad, tardó varios días en ser apagado. La mina, las casas y la capilla adyacente hoy están en ruinas, en un rulfiano paisaje.